# Хуфен
Ху́фен (нем. Hufen) — исторический район Кёнигсберга, сейчас входит в состав Центрального района города. Сельская община (нем. Landgemeinde), пригород вблизи Кёнигсберга. В письменных хрониках упоминается с 1286 года, как находящийся под юрисдикцией Альтштадта.

## История
Название происходит от немецкой меры площади для земельных наделов — гуфы (нем. Hufe). Первоначально на территории района находился густой лес, но в 1550 году нашествие гусениц уничтожило практически всё пространство. Леса пришлось восстанавливать искусственным путём.
В начале XIX века от Хуфена отделяются районы Луизенваль (Центральный парк) и Амалиенау.
В 1800 году украшением здешних мест был парк Флора, на месте которого в 1892 году богатый купец Вальтер Симон соорудил значительные спортивные площадки для оздоровления жизни горожан. Сейчас — стадион «Балтика». К первой половине XIX века район разросся и включал в себя Средний Хуфен (нем. Mittel Hufen), Новый Хуфен (нем. Neuhufen), Передний Хуфен (нем. Vorderhufen).
21 мая 1896 года на территории района состоялось открытие Кёнигсбергского зоопарка.
В связи с увеличением числа жителей Хуфена, Амалиенау, в 1913—1915 годах была построена Хуфенская гимназия. Первым директором стал Гарри Бреттшнайдер. Школа охватывала 18 классов, из которых половина была частью гуманитарного, а другая реально-гимнастического направления.
16 июня 1927 года поселение было включено в состав города в качестве района (нем. Stadtkreis).
25 июля 1947 года на основе районов Юдиттен, Хуфен, Амалиенау, Коссе (нем.), Лавскен и Ратсхоф образован Сталинградский район. О современной истории района (после 1947 года) — Октябрьский район г. Калининграда.

## Знаменитые жители Хуфена
- Штумпп, Эмиль (нем. Emil Stumpp) — преподаватель Хуфенской гимназии, немецкий художник, карикатурист периода Веймарской республики.
- Гарри Бреттшнайдер — первый директор Хуфенской гимназии.
- Герман Клаасс — первый директор Кёнигсбергского зоопарка.
- Ханна Арендт — политический теоретик, философ

## Численность населения
- 1820 год: 550 жителей;
- 1895/1910 годы: Средний Хуфен — 1.981; Передний Хуфен — 900; Новый Хуфен — 216